# Grenadiers à cheval

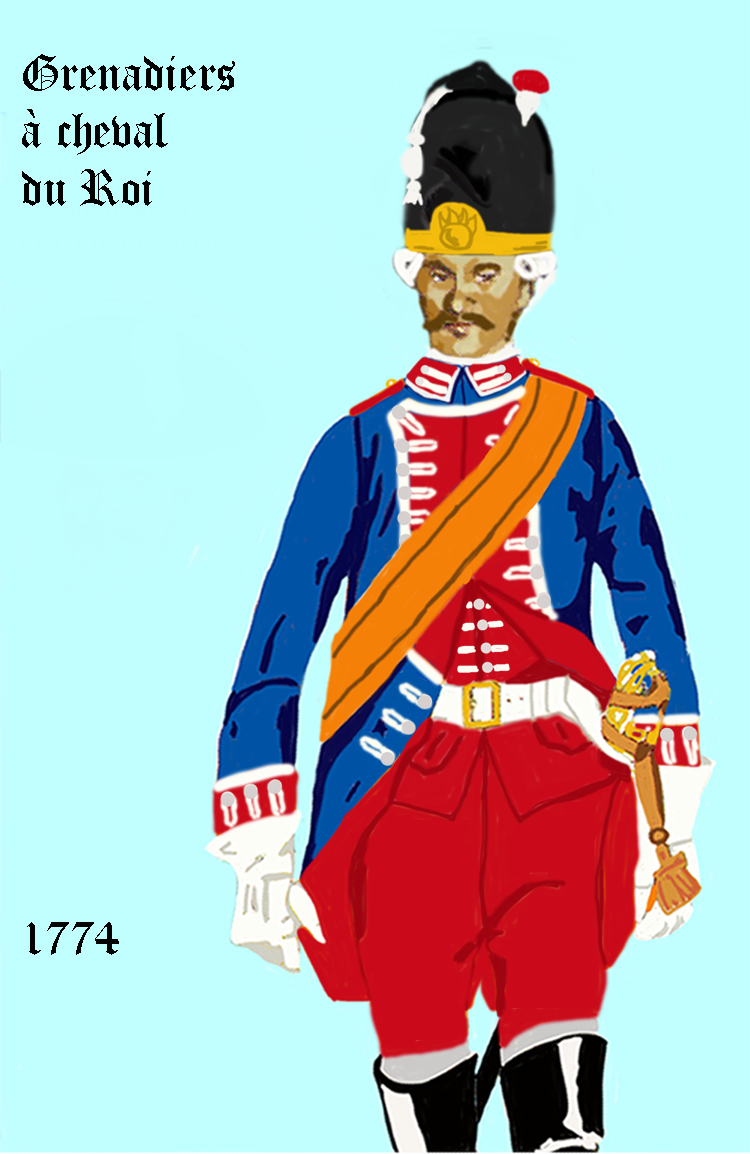
1774

Die Grenadiers à cheval waren Teil der königlichen Garde in Frankreich (Maison militaire du roi de France). Im Gegensatz zu einigen der repräsentativen Palastgarden handelte es sich hier um einen kämpfenden Verband, in Kompaniestärke.
Im Dezember des Jahres 1676 per Dekret durch König Ludwig XIV. aufgestellt, unterstanden die Grenadiere zu Pferd organisatorisch der Garde du corps du roi. Trotzdem zählte diese aus Nicht-Adeligen gebildete Einheit nicht, wie die übrigen blau uniformierten Haustruppen, zum sogenannten Maison bleue, das als Garde du dedans du Louvre zum Dienst im Louvreinneren bestimmt war, sondern zum Maison rouge, das außerhalb des Palastes diente (Garde du dehors du Louvre). Unter Ludwig XVI. wurde die Kompanie am 15. Dezember 1775 aus Einsparungsgründen aufgelöst, die einfachen Grenadiere mit dem Rang eines Maréchal-des-logis auf die Kavallerieregimenter verteilt.
Die Mannschaftsstärke schwankte im Laufe der Jahre, 1678 umfasste die Kompanie 120 Reiter. Nach der Heeresverringerung anlässlich des Friedens von Nimwegen wurde sie auf 100 Mann reduziert. 1725 nur noch aus 84 Mann bestehend, erhöhte sich der Personalbestand während des Siebenjährigen Krieges 1759 bis auf 150 Mann. Der Personalersatz rekrutierte sich aus den Reihen der Grenadiers de France.
Die Bewaffnung bestand aus Muskete, Steinschlosspistole und Degen, sowie gegebenenfalls Schanzzeug. Im Feld marschierten die Grenadiers à cheval stets an der Spitze der Gardetruppen.

## Kampfeinsätze
Holländischer Krieg
- 17. März 1675: Einnahme des belagerten Valenciennes unter François-Henri de Montmorency-Luxembourg
- 20. März bis 19. April 1677: Belagerung von Cambrai
- 1678: Belagerung von Charleroi

Pfälzischer Erbfolgekrieg
- 25. August 1689: Schlacht bei Walcourt
- 18. September 1691: Schlacht bei Leuze
- 3. August 1692: Schlacht bei Steenkerke
- 29. Juli 1693: Schlacht bei Neerwinden

Spanischer Erbfolgekrieg
- 20. September 1703: Erste Schlacht bei Höchstädt
- 15. November 1703: Schlacht am Speyerbach
- 13. August 1704: Zweite Schlacht bei Höchstädt
- 23. Mai 1706: Schlacht bei Ramillies
- 11. Juli 1708: Schlacht bei Oudenaarde
- 11. September 1709: Schlacht bei Malplaquet

Polnischer Thronfolgekrieg
- 29. Juni 1734: Schlacht bei Parma
- 19. September 1734: Schlacht bei Guastalla

Österreichischer Erbfolgekrieg
- 27. Juni 1743: Schlacht bei Dettingen
- 11. Mai 1745: Schlacht bei Fontenoy
- 11. Oktober 1746: Schlacht bei Roucoux
- 2. Juli 1747: Schlacht bei Lauffeldt

Siebenjähriger Krieg
- 5. November 1757: Schlacht bei Roßbach
- 23. Juni 1758: Schlacht bei Krefeld
- 1. August 1759: Schlacht bei Minden
- 15. Oktober 1760: Schlacht bei Kloster Kampen
- 15. Juli 1761: Schlacht bei Vellinghausen

Nach dem Jahre 1761 bis zu ihrer Auflösung nahm die Kompanie an keinen Kampfhandlungen mehr teil.

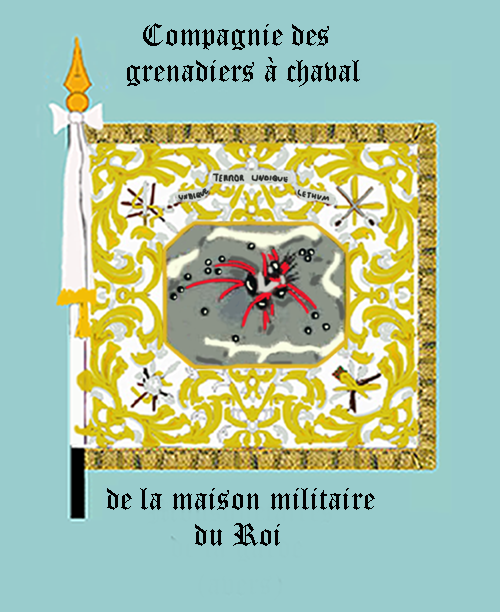
Standarte

## Uniform
Blauer Rock mit roten Aufschlägen und silberfarbigem Besatz, rote Weste und Hosen. Rote Stoffmütze mit nach hinten fallendem Zipfel, im „Tatarenstil“, mit schwarzem Bärenfell verbrämt.
Einigen wenigen Quellen zufolge, war der Rock angeblich bis 1692 rotfarben (wie bis Ende 1762 bei den französischen Liniendragonern), bevor er zu blau wechselte.

## Standarte
Die Standarte der Kompanie zeigt die typischen Merkmale der französischen Gardekavallerie. Im zentralen Feld befindet sich eine platzende Granate, das darüberliegende Devisenband führt die Inschrift:
- UNIQUE TERROR - UNIQUE LETHUM (Einzigartig im Schrecken - Einzigartig in der Vernichtung)

Diese Standarte wurde der Kompanie nach der Schlacht bei Leuze verliehen, in der sie sich besonders ausgezeichnet hatte.

## Personalbestand
Bei der Aufstellung bestand die Kompanie aus:
- 1 Capitaine-lieutenant (Hauptmann-Stellvertreter - Capitaine, also Hauptmann, war der König selbst)
- 2 Lieutenants
- 2 Sous-lieutenants
- 2 Maréchal-des-logis-chefs
- 2 Marechal-des-logis
- 2 Brigadiers
- 4 Sous-brigadiers
- 74 Grenadiere

Die Offiziere rangierten mit den Mestres de camp der Kavallerie und mussten von Adel sein.
Unteroffiziere und Reiter wurden aus den Reihen der Infanterie-Grenadiere ausgewählt. Sie mussten von stattlicher Figur sein und Schnurrbärte tragen. Die Sergeanten besaßen Hauptmannsrang. Die Brigadiere und Unter-Brigadiere rangierten mit den Armee-Leutnants und wurden als Hauptleute pensioniert. Die einfachen Grenadiere waren ranggleich mit Armee-Sergeanten und gingen als Leutnant in Pension. Im Unterschied zu vielen anderen Korps waren die Posten nicht käuflich, sondern wurden vom König nach Verdienst vergeben.